# Hiwwe wie Driwwe – Pfälzisch in Amerika
Hiwwe wie Driwwe – Pfälzisch in Amerika ist ein deutscher Dokumentarfilm der Filmemacher Benjamin Wagener und Christian Schega aus dem Jahr 2019.
Die Vorpremiere fand am 8. August 2018 im Plenarsaal des Landtags Rheinland-Pfalz in Mainz statt. Die Premiere fand am 13. April 2019 in Anwesenheit des Protagonisten Douglas Madenford und der beiden Regisseure Benjamin Wagener und Christian Schega im Universum Kinocenter in Landau in der Pfalz statt.

## Handlung
Hiwwe wie Driwwe – Pfälzisch in Amerika begleitet Douglas Madenford bei einer Spurensuche nach der pfälzischen Sprache und Kultur durch seine amerikanische Heimat und durch die Pfalz. Auf dieser Reise trifft er in den USA einen Koch, der Pfälzer Saumagen zubereitet, oder einen Lehrer, der Pennsylvania Dutch unterrichtet. In Deutschland begegnet er unter anderem dem Sprachwissenschaftler Michael Werner, der sich seit vielen Jahren intensiv mit der Sprache beschäftigt, und trifft auf Christian „Chako“ Habekost, der als Pfälzer Comedian auch über die Grenzen des Pfälzer Sprachraums bekannt ist. Immer geht es dabei um die Frage, was die Nachfahren der pfälzischen Auswanderer des 18. Jahrhunderts und die Nachfahren der seinerzeit in der Pfalz Verbliebenen nach 300 Jahren Trennung noch verbindet.

## Hintergrund
Vor rund 300 Jahren flüchteten viele Pfälzer sowohl vor politischer Verfolgung als auch aus wirtschaftlichen Gründen in die USA und siedelten sich hauptsächlich in und um den Bundesstaat Pennsylvania an (siehe Pennsilfaani Deitsche). Dabei brachten sie auch ihre Sprache und Kultur mit in die Neue Welt. Bis heute sprechen etwa 400.000 Amerikaner eine Variante des pfälzischen Dialekts: Pennsylvania Dutch. Der Film wurde deshalb in vier Sprachen im Originalton gedreht: Pennsylvania Dutch und Pfälzisch, Standarddeutsch und Englisch. Der Filmtitel greift den Namen der einzigen pennsylvaniadeutschen Zeitung Hiwwe wie Driwwe auf und entstand in Kooperation mit deren Redaktionsteam.
Gefördert wurde das Filmprojekt unter anderem von der Kulturstiftung Rheinland-Pfalz, dem Bezirksverband Pfalz, der Stiftung der Sparkasse Germersheim-Kandel und zahlreichen Crowdfundern.

## Ältere Projekte
Filmisch wurde das Thema „Pennsylvania Dutch“ in Deutschland erstmals von Georg Brintrup behandelt. Sein 60 Minuten langer deutscher Filmessay aus dem Jahr 1982 heißt „Penn'a Du“ – eine in den USA übliche Abkürzung für „Pennsylvania Dutch“. Die Erstausstrahlung von „Penn’a Du“ fand am 1. Oktober 1982 im WDR statt. Die amerikanische Premiere der deutschen als auch der englischen Fassung war am 6. November 1982 im Wismer Auditorium am Ursinus College in Collegeville, Pennsylvania. Weitere Fernsehausstrahlungen folgten in deutschen Fernsehsendern bis zum Jahr 1983. In den USA wurde die englische Fassung von unabhängigen, lokalen Fernsehsendern, wie der WFMZ, im Südosten Pennsylvanias ausgestrahlt. Im Jahr 2015 publizierte Michael Werner, Herausgeber der pennsylvaniadeutschen Zeitung „Hiwwe wie Driwwe“, auf Youtube den 30-minütigen Videoclip „Hiwwe wie Driwwe – Pennsylvanisch-Deitsch im Yahr 2015“, der seitdem mehr als 150.000 Abrufe verzeichnete. Auch hier wirken die Mitglieder der Redaktion – neben Werner auch Douglas Madenford und Patrick Donmoyer – vor der Kamera mit. Das Video kann damit als Inspiration für den Film "Hiwwe wie Driwwe" angesehen werden. Als einzige Person ist Musiker und Pennsylvaniadeutsch-Lehrer Keith Brintzenhoff sowohl im Dokumentarfilm von 1982 als auch 37 Jahre später in „Hiwwe wie Driwwe – Pfälzisch in Amerika“ zu sehen.

## Filmtour
Seit dem 14. April 2019 wurde der Film in rund 20 Städten in Rheinland-Pfalz, in Baden-Württemberg und im Saarland im Kino gezeigt, unter anderem in Frankenthal, Germersheim, Heidelberg, Kaiserslautern, Karlsruhe, Landau, Mannheim, Neustadt an der Weinstraße, Pirmasens, Saarbrücken und Worms. Obwohl „Hiwwe wie Driwwe – Pfälzisch in Amerika“ zunächst nur in zwölf regionalen Lichtspielhäusern zu sehen war, verdrängte der Dokumentarfilm auch amerikanische Blockbuster aus den Programmen und stieg schon in der Premierenwoche direkt auf Rang 37 der deutschen Kinocharts ein.
Die Erstaufführung in den USA fand im Juli 2019 in Kutztown, Pennsylvania statt. Anschließend wurde der Film unter anderem im Deutschen Konsulat in New York, bei der German Society of Pennsylvania in Philadelphia und einigen Kinos und historischen Vereinen in Berks County und Lancaster County gezeigt. Insgesamt lockte der Film über 20.000 Zuschauer in die Kinos.
Die DVD kam im Dezember 2019 in den Handel. Am 19. Mai 2020 zeigte der SWR eine 45-minütige Kurzfassung des Dokumentarfilms unter dem Titel „Driwwe im neie Land“ in seinem Vorabendprogramm. Im April 2021 erschien mit „Hiwwe wie Driwwe – Der Pennsylvania ReiseVERführer“ von Michael Werner auch das Buch zum Film.

## Film Festivals
Der Dokumentarfilm wurde bei diesen Filmfestivals gezeigt:
- WaLa Filmfestival (Ladenburg) 2019
- Arc Filmfestival (Mainz) 2019
- Festival des deutschen Films (Ludwigshafen am Rhein) 2019